# София Данова
София Симьонова Данова е първата жена дипломиран математик в България.

## Биография
Родена е през 1879 г. Баща ѝ е руски фелдшер, участник в Руско-турската война (1877 – 1878). Бащата останал запленен от красотите на България и най-вече на старата столица, където среща своята бъдеща съпруга и създава семейство. В Търново се раждат двете им дъщери София и Оля Симьонови. Красиви и умни, те впечатляват съгражданите си със своите интелигентност и будност. София завършва с отличие Девическата гимназия „Митрополит Климент“ в родния си град, но това образование не я задоволява. Заминава за Русия и се посвещава на математическите науки. Завършва Петербургския университет и става първата дипломирана жена-математик в България.
От 1904 г. до 1907 г. (когато сключва брак) София Симьонова работи в Пловдивска девическа гимназия като учител по математика. По онова време появата на тази толкова млада, изискана и красива дама, която преподавала с лекота сложните математически задачи, била истинска сензация за ученици и родители.

## Обществен принос и заслуги
В края на 1906 г. доайенът на българските книгоиздатели Христо Г. Данов предоставя управлението на прочутата си фирма на двамата си пълнолетни синове Груйо Данов и Милош Данов. Христо Г. Данов умира през 1911 г. със стопанисване на авторитетното издателство в Пловдив се заемат всичките му 5 наследника. Сред тях e и търновката София Симьонова, която е съпруга на Груйо Данов. Вече като снаха в една от най-влиятелните фамилии в Пловдив се изявява като действена и обичана общественичка. Състрадателната търновка е основател на популярното с дейността си в Пловдив Благотворително дружество „Постоянство“, което издържа стопанско училище за бедни ученички. Тя е негов дългогодишен председател. Избрана е в ръководството на Върховния комитет на благотворителността.
Нейното име е свързано с идеята на пловдивчани за поставяне на паметна плоча на малката къща на ул. „Левски“, в която от 1880 г. до 1886 г. живее и твори Иван Вазов. След като поетът и семейството му напускат града, техния дом е занемарен.
На 4 декември 1928 г. се формира Временен комитет с председател дългогодишния музеен директор Борис Дякович. На 28 декември 1928 г. на градско събрание е избран единадесетчленен организационен комитет, който трябва да подготви програма за тържествено поставяне на паметна плоча през идната година. Избират 20 януари (Ивановден) – именния ден на Вазов. Сред известните и изтъкнати дейци на Пловдив единствената жена е София Данова. Така сформираната организация поема основните отговорности по подготовка на събитието. Общината отпуска 3000 лв. за поставяне на плочата, а общинският архитект се задължава да разгледа и определи разходите по ремонта на фасадата. Приетите решения са повод за среща на председателя с представител на Министерство на просветата, което поема грижата да направи мемориалния знак. Проектът и изпълнението му се възлага на младия скулптор Анастас Дудулов, роден в Струга през 1892 г., завършил Художествена академия в София и специализирал в Прага. Дудулов е известен с пристрастията си към историческите сюжети и личности. Той е автор на барелефа пред софийския дом на Вазов. Пловдивският вариант е изработен от черен мрамор с барелеф и текст, украсен с две бронзови птици.
Въпреки мразовития януарски ден (20 януари 1929 г.), на тържеството се стичат множество хора. От името на градската управа затрогващо слово поднася Милош Данов. На възпоменанието присъства и братът на поета Владимир Вазов – кмет на София по това време.
Всичко постигнато по тази инициатива е изключително заслуга на София Данова. Тя остава достоен наследник на философията, принципите и благотворителните инициативи на фамилията на Христо Г. Данов.
Намира вечен покой в София през 1946 г.